# Ананке (супутник)
Ананке (грец. Ανάγκη) — нерегулярний супутник Юпітера, відомий також під назвою Юпітер XII.

## Відкриття
Відкритий у 28 серпня 1951 року Сетом Барнсом Ніколсоном з обсерваторії Маунт-Вілсон, що у Каліфорнії . У 1975 році отримав офіційне назву Ананке в честь коханої Зевса .

## Орбіта
Супутник проходить повний оберт навколо Юпітера на відстані приблизно 20 815 225 км за 629 діб 18 годин та 29 хвилин. Орбіта має ексцентриситет 0,2435°. Нахил ретроградної орбіти до локальної площини Лапласа 148,9°. Супутник дає назву групі супутників Юпітера, що обертаються за схожими орбітами. 

## Фізичні характеристики
Діаметр Ананке приблизно 28 кілометрів. Оціночна густина 2,6 г/см³. Супутник складається переважно з силікатних порід. Дуже темна поверхня має альбедо 0,04. Зоряна величина дорівнює 18,8m. 